# Методика вимірювань
Методика вимірювань (англ. measurement procedure) – детальний опис вимірювання відповідно до одного чи більше принципів вимірювання та даного методу вимірювання, що базується на моделі вимірювання і включає обчислення, необхідні для отримання результату вимірювання.
Методику вимірювань зазвичай описують достатньо детально у вигляді документа, який дозволяє оператору виконати вимірювання. Іноді методику називають стандартною операційною процедурою (СОП). Методика вимірювань може бути не самостійним документом, а регламентуватися одним із розділів певного документа, наприклад, технічних умов (ТУ) або експлуатаційної документації на засіб вимірювальної техніки.

## Класифікація методик вимірювань
Відповідно до рівня документу, який регламентує методику, методики поділяються на стандартизовані та нестандартизовані. Методики вимірювань, які викладені в міжнародних, регіональних або національних стандартах відносять до стандартизованих. Всі інші методики відносяться до нестандартизованих.
За призначенням з методик вимірювань окремими групами виділяють референтні та первинні референтні методики. Референта методика вимірювань – методика вимірювань, прийнята для отримання результатів, які можуть бути використані для оцінки правильності виміряних значень величини, отриманих за іншими методиками вимірювань величин того ж роду, а також для калібрування чи визначення характеристик стандартних зразків.
Первинна референтна методика – референтна методика вимірювань, яка використовується для отримання результату вимірювання без порівняння з еталоном одиниці величини того ж роду. Первинні референтні методики є основою для створення первинних еталонів.  

## Методики вимірювань в Україні
В Україні з 01.01.2016 року методики вимірювань перестали бути об'єктом державного метрологічного контролю та нагляду, оскільки скасована атестація методик уповноваженими організаціями і державний метрологічний нагляд за забезпеченням єдності вимірювань, де методики були одним із об'єктів нагляду, не проводиться.  Це означає, що питання вибору і застосування методик є винятковою відповідальністю лабораторії. Лабораторія має сама обрати методику.  Перевагу бажано надавати стандартизованим методикам, але якщо стандартизована методика з якихось причин не влаштовує лабораторію або відсутня, лабораторія може обрати будь-яку іншу або розробити власну методику, оцінити її придатність для застосування за призначенням (провести валідацію) і застосовувати цю методику. В певних випадках є обов'язкові для застосування методики. Методики вимірювань у сфері законодавчо регульованої метрології, що є обов’язковими до застосування, визначаються в нормативно-правових актах або в нормативних документах, на які є відповідні посилання в нормативно-правових актах.